# Verlorenwasmethode

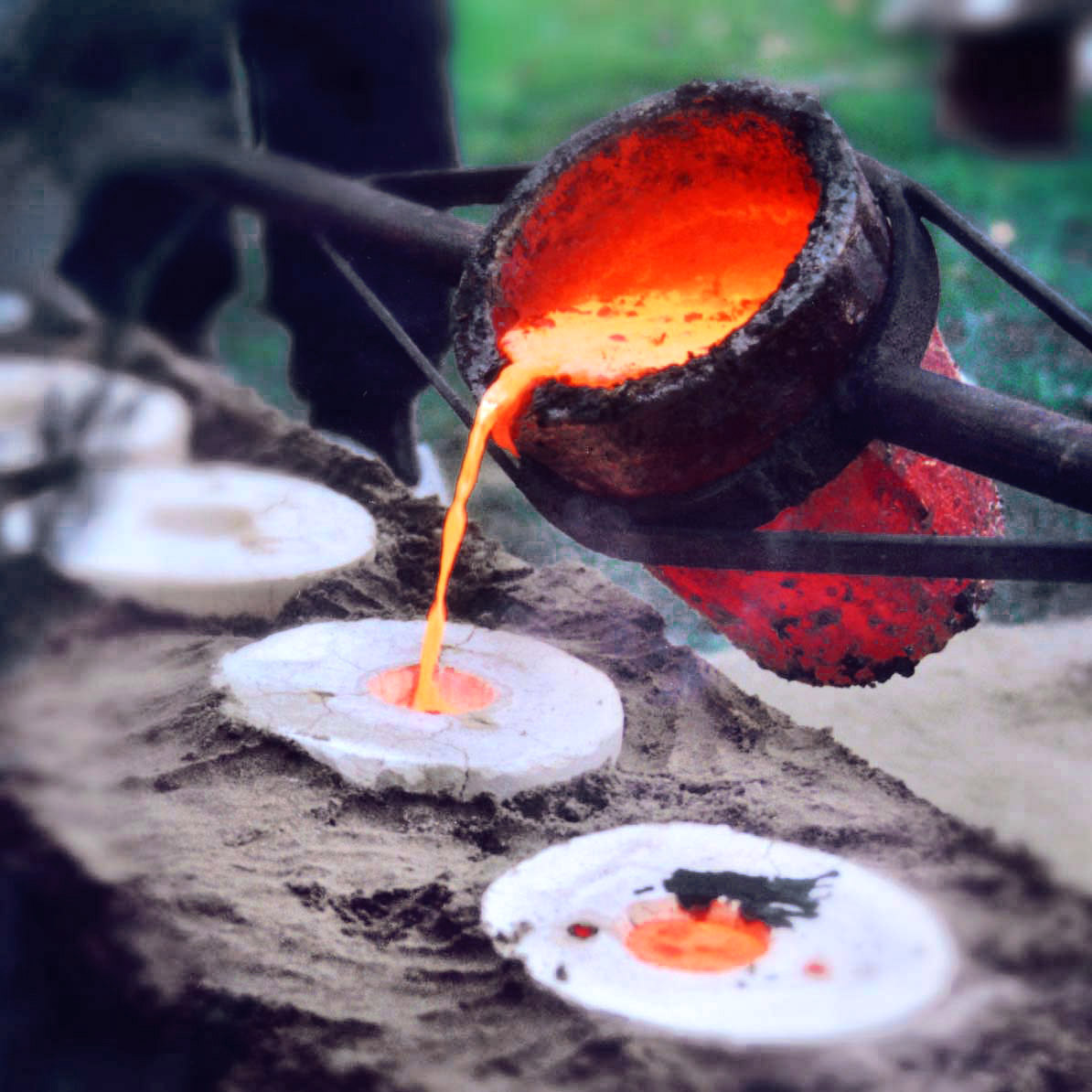
Afbeelding 1. Brons smelt van 1200°C wordt in de lege, drooggestookte gietvorm gegoten

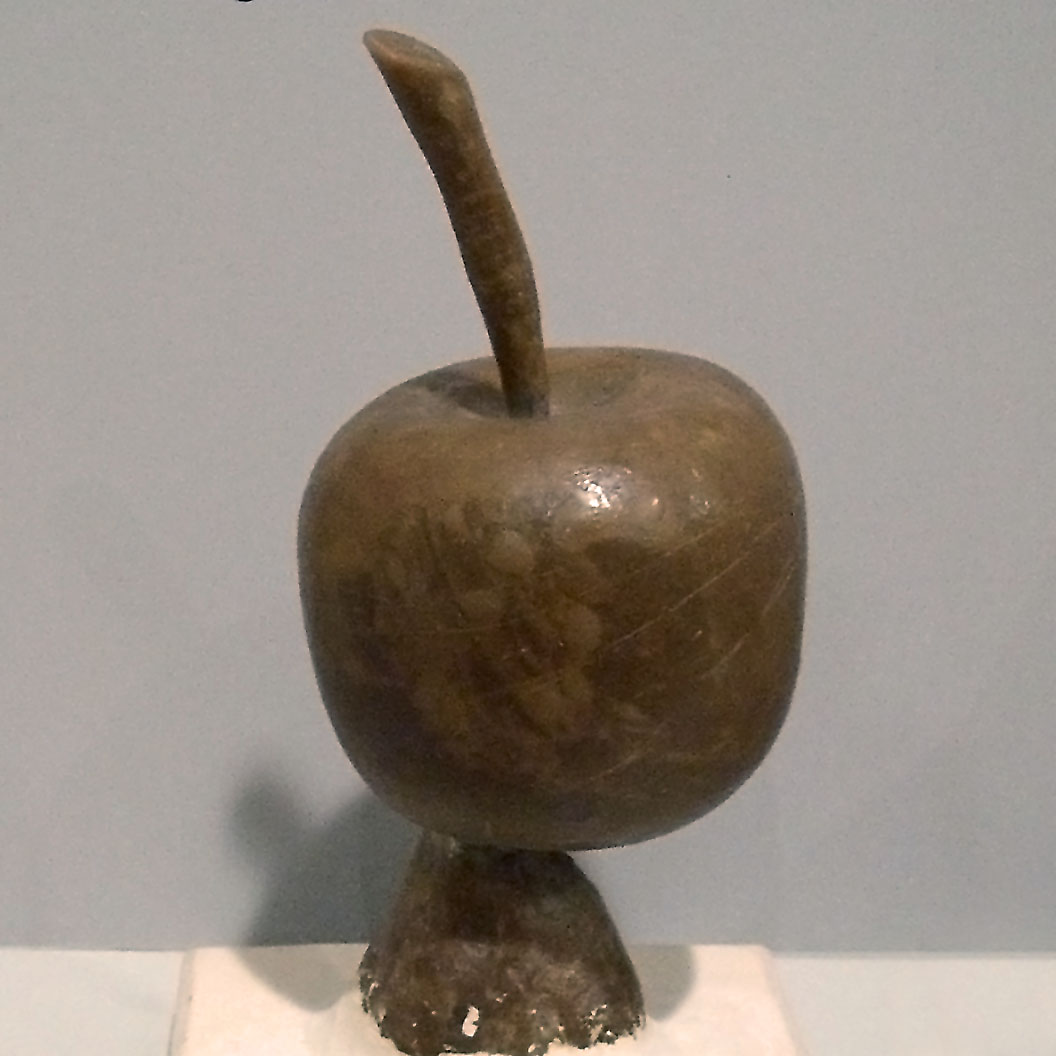
Afbeelding 2. Model van een appel in boetseerwas

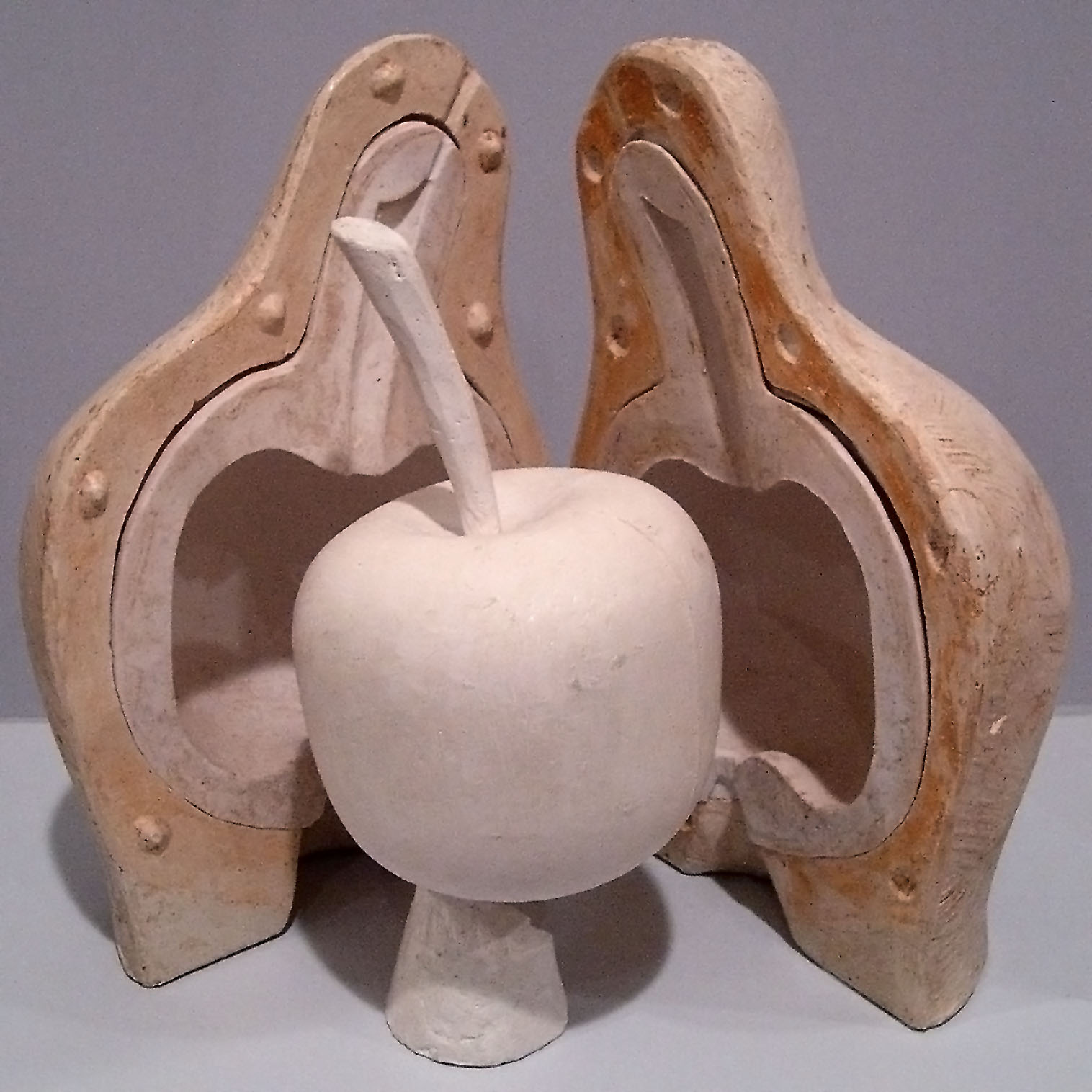
Afbeelding 3. Een rubbermal, in dit geval met een gipsen afgietsel

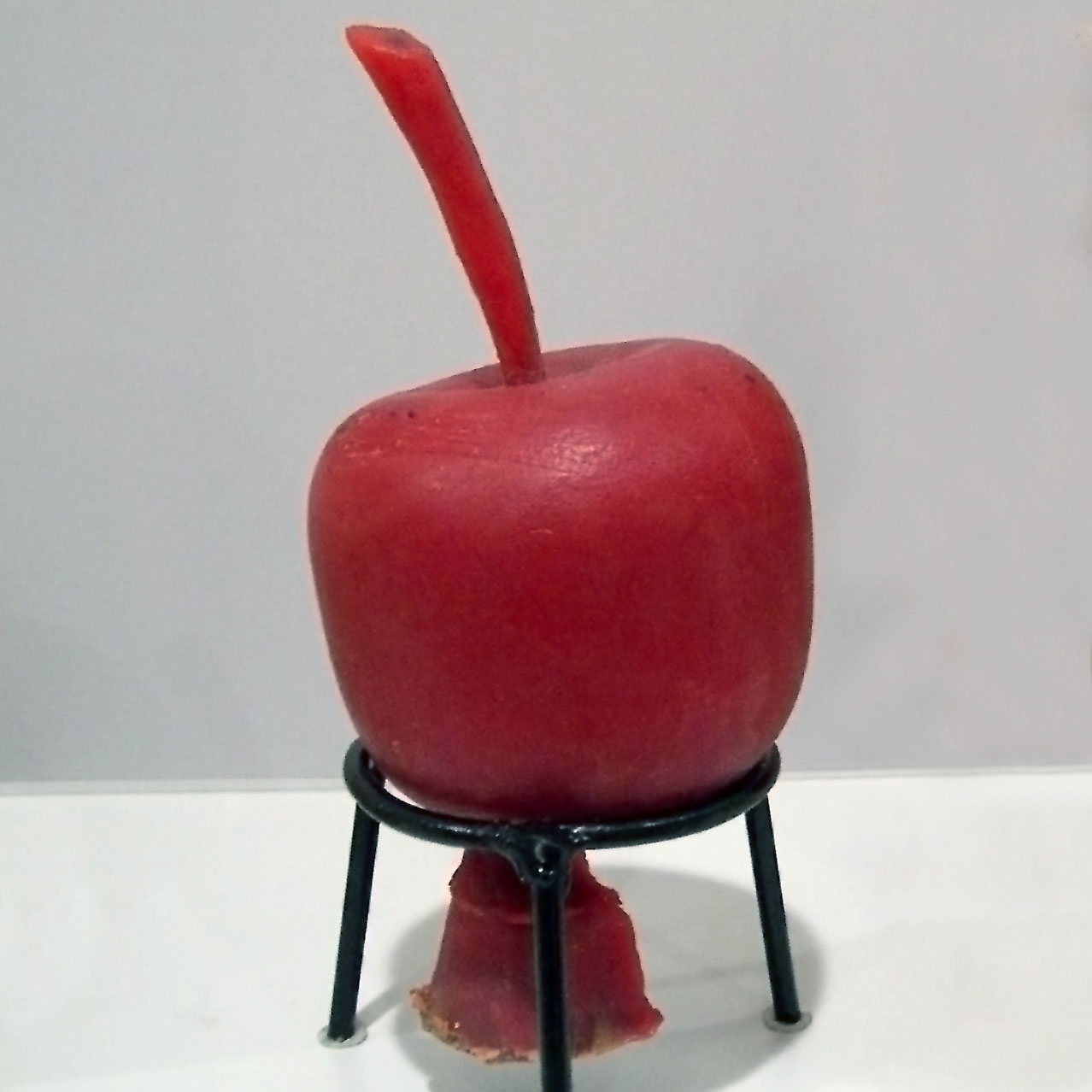
Afbeelding 4. Een hol afgietsel in paraffine

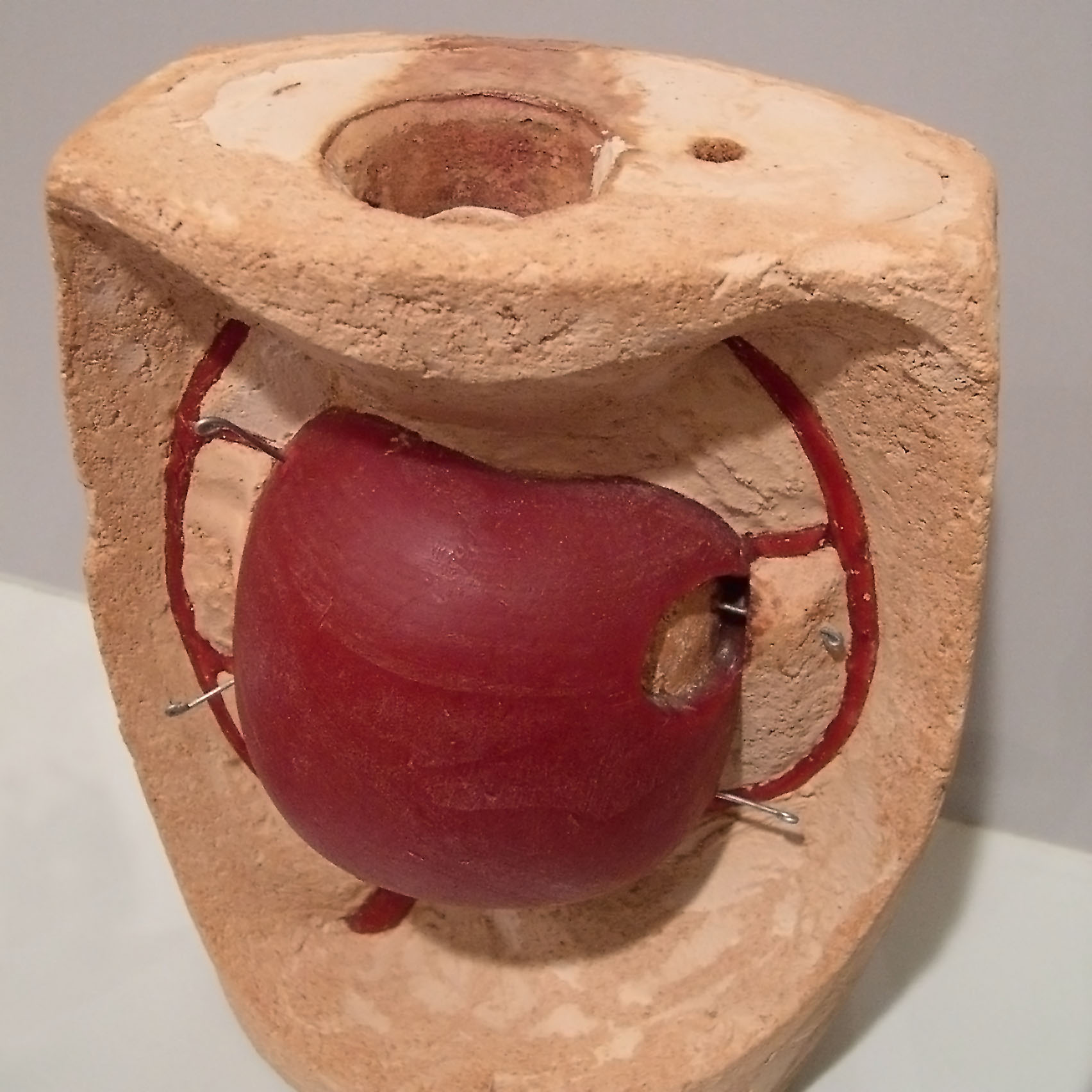
Afbeelding 5. De vuurvaste vorm (opengewerkt) met wasafgietsel en kanalen. Goed zichtbaar is hier de eveneens vuurvaste vulling van de kern, en de roestvrijstalen kernsteunen, die ervoor zorgen dat de afstand tussen kern en buitenkant gelijk blijft

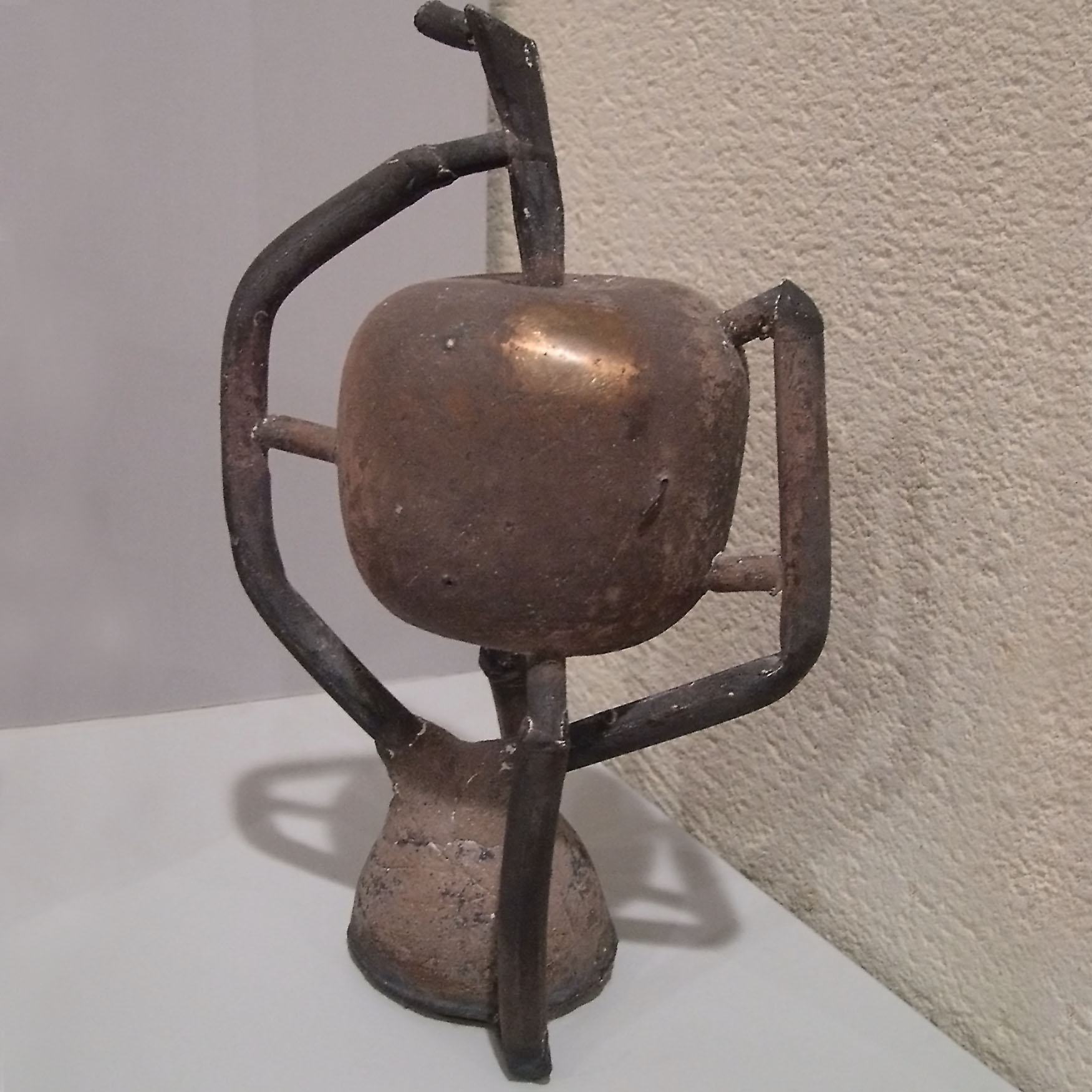
Afbeelding 6. De appel in brons, nog met gietkanalen

De verlorenwasmethode is een techniek om metalen en glazen voorwerpen te gieten. Ze is ook bekend onder de Franse benaming cire perdue.

## Verloren was bij het industrieel gieten
Kleine producten met een hoge maatnauwkeurigheid en van middelgrote tot grote serie kunnen vervaardigd worden met de verlorenwasmethode. 
Positieve vormen van het te maken product worden eerst van was gemaakt, in een spuitgietmachine, of met rapid prototyping-technieken. Verschillende van die wasproducten worden aan een gietboom geplakt, een vertakte structuur van gietkanalen. De hele gietboom wordt vervolgens in meerdere stappen voorzien van een stevige keramische laag. Op een middelhoge temperatuur en onder hoge druk wordt de was gesmolten en loopt hij uit de boom (m.b.v. een autoclaaf of flash fire oven). De was kan in een volgende cyclus weer gebruikt worden. De overgebleven keramische buitenvorm wordt op hoge temperatuur uitgebakken en vormt de gietvorm. Deze methode staat ook wel bekend als ceramic shell-gieten.
De keramische vorm wordt volgegoten met metalen smelt en weggezet om af te koelen. Eenmaal afgekoeld worden de producten weer losgeslagen of geslepen van de gietboom.
Eigenschappen van verlorenwasproducten zijn:
- klein (10 gram) tot groot (meer dan 150 kg). Het gewicht van een klok kan een paar duizend kilogram zijn.
- goede oppervlaktekwaliteit
- zeer complexe vormen zijn mogelijk
- de mal hoeft niet lossend te zijn
- weinig nabewerkingen nodig
- van enkele stuks (model gemaakt met rapid prototyping) tot zeer grote series
- kunnen in hoogwaardige metalen gegoten worden.

Voorbeelden van verlorenwasproducten: klokken, tandwielen, kleppen en pompwaaiers in auto's, machines en industrie.

## Verloren was bij het artistiek bronsgieten

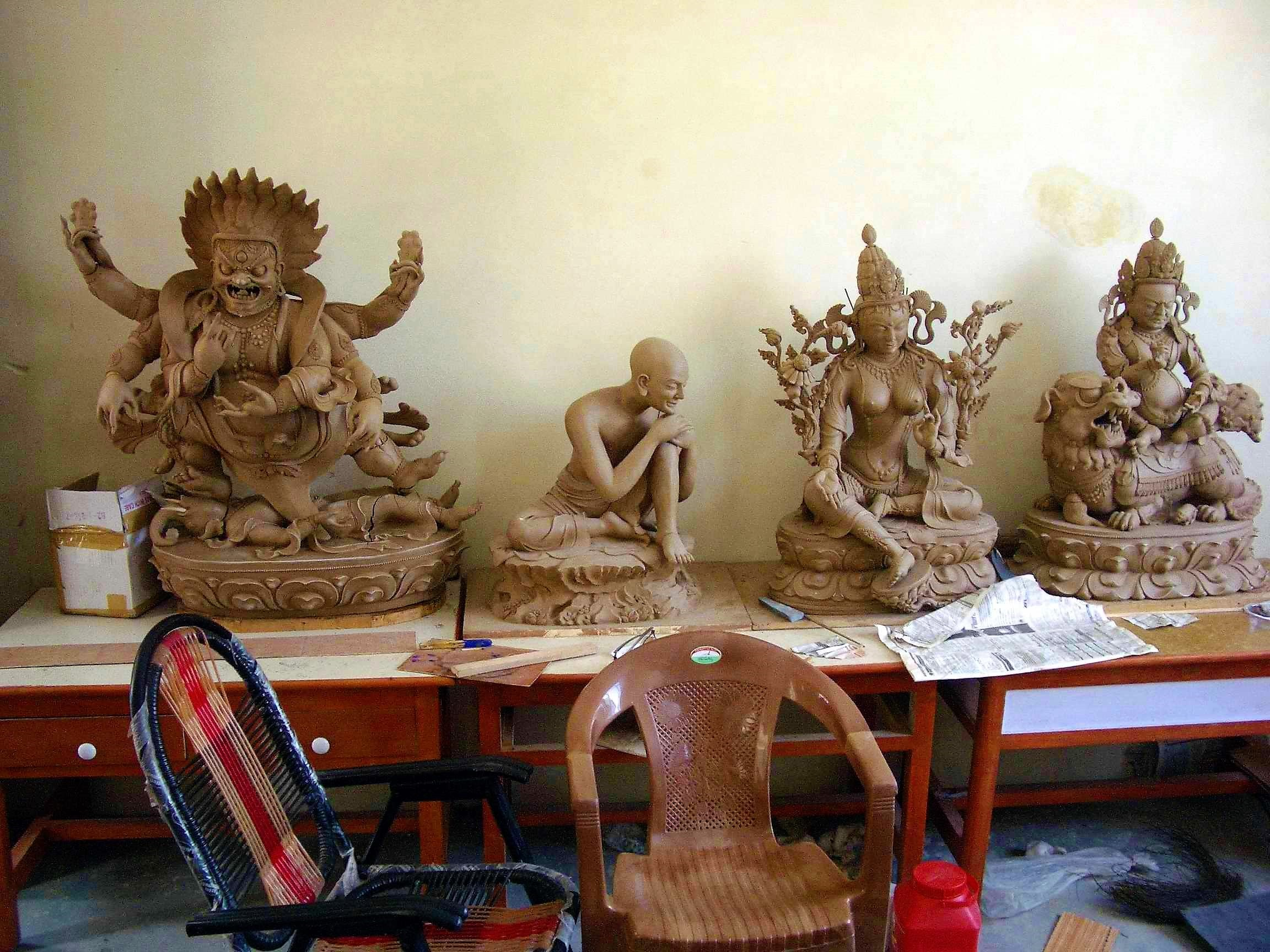
Wasvormen voor het gieten van bronzen beelden voor een Tibetaans klooster in de buurt Kullu, Himachal Pradesh, India

Er zijn meerdere methoden en werkwijzen mogelijk om brons te gieten. Onderstaande probeert een opsomming te geven van de basisstappen.
1. Er wordt een model gemaakt, meestal van was (afbeelding 2), maar als er een rubbermal van gemaakt wordt, kan het ook van klei, gips, kunststof of zelfs hout of steen. De gebruikte was hiervoor is doorgaans gietwas, paraffine of boetseerwas.
2. Bij kleine wasmodellen kan de gieter meteen overgaan tot stap 4. Bij grotere modellen of bij modellen van bijvoorbeeld klei of gips moet er eerst een hol wasmodel gemaakt worden. Daartoe maakt de gieter meestal een rubbermal met een gipsen steunkap, die ervoor zorgt dat de rubber mal zijn vorm behoudt (afbeelding 3).
3. In deze rubbermal kunnen verschillende materialen bij relatief lage temperatuur gegoten worden, zoals gietwas of gips. In dit geval is een afgietsel van harde was nodig, dat al op de dikte van het uiteindelijke brons is. Boven een bepaalde dikte wordt het namelijk moeilijk om brons massief te gieten, door ongelijke krimp van dikkere en dunnere delen. De gieter giet vloeibare was in de rubbermal, totdat een laag was op de juiste dikte in de mal gestold is. De rest wordt afgegoten en zo ontstaat een hol wassen afgietsel (afbeelding 4).
4. Dit (holle) afgietsel wordt voorzien van wassen uitsteeksels die later gaan dienen als gietkanalen voor de aanvoer van het brons en ontluchtingskanalen voor de afvoer van de lucht in de gietvorm.
5. Het wasafgietsel, inclusief kanalen, wordt van binnen en buiten bedekt met een vuurvaste massa. Dit kan een mengsel van gips en chamotte zijn of een ander krimpvast en vuurvast materiaal. Roestvrijstalen kernsteunen zorgen ervoor dat de afstand tussen kern en buitenkant gelijk blijft (afbeelding 5).
6. De voltooide gietvorm wordt langdurig verhit in een oven om de was eruit te smelten en alle vocht uit de gietvorm te verwijderen en indien deze van gips is, ook alle chemisch gebonden water.
7. Er is nu een droge gietvorm ontstaan met een holte in de vorm van het model met gietkanalen. Hierin wordt brons smelt gegoten (afbeelding 5).
8. Na afkoeling worden de kanalen weggezaagd en het gietsel wordt afgewerkt: bramen en uitsteeksels worden weggeslepen en gaten en ongewenste holten worden dicht gehamerd of gelast (afbeelding 6).
9. Ter bescherming tegen oxidatie en ter verfraaiing wordt bij bronzen gietsels, met name bij beeldhouwwerk, vaak met chemicaliën een patinalaag aangebracht, het zogenaamde patineren.